# AUTEC
AUTEC (Atlantic Undersea Test and Evaluation Center) – poligon do badań akustycznych United States Navy, położony w rejonie wyspy Andros w archipelagu Bahamów.